# ナショナル・インビテーション・トーナメント
ナショナル・インビテーション・トーナメント（National Invitation Tournament、略称NIT）は、全米大学バスケットボールの招待大会であり、大学バスケのポストシーズンの大会として親しまれている。

## 概要
1938年に創設。準決勝・決勝は持ち回り。以前はニューヨーク市のマディソン・スクエア・ガーデン（MSG）で行われていた。主にNCAA全米大学選手権の出場を逃した大学32校が出場する。大会の運営は2005年から全米大学体育協会(NCAA)が行っている。以前はMetropolitan Intercollegiate Basketball Association (MIBA)が主催していた。

## 歴代結果
| 年     | 優勝校                                     | 準優勝校                                   | MVP                                              |
| ------ | ------------------------------------------ | ------------------------------------------ | ------------------------------------------------ |
| 2025   | チャタヌーガ                               | UCアーバイン                               | Trey Bonham, Chattanooga                         |
| 2024   | シートン・ホール大学                       | インディアナ州立大学                       | アル＝アミル・ドーズ、シートン・ホール           |
| 2023   | 北テキサス大学                             | UAB                                        | タイラー・ペリー、ノーステキサス                 |
| 2022   | ザビエル大学                               | テキサスA&M大学                            | コルビー・ジョーンズ, ザビエル                   |
| 2021   | メンフィス大学                             | ミシシッピ州立大学                         | Landers Nolley II, メンフィス                    |
| 2020   | 新型コロナウイルス感染症流行のため開催中止 | 新型コロナウイルス感染症流行のため開催中止 | 新型コロナウイルス感染症流行のため開催中止       |
| 2019   | テキサス大学                               | リプスコム                                 | Kerwin Roach, Texas                              |
| 2018   | ペンシルベニア州立大学                     | ユタ大学                                   | ラマー・スティーブンス, ペン州立                 |
| 2017年 | TCU                                        | ジョージア工科大学                         | ケンリック・ウィリアムズ , TCU                   |
| 2016年 | ジョージ・ワシントン大学                   | ヴァルパライゾ大学                         | タイラー・キャバノー, ジョージ・ワシントン       |
| 2015年 | スタンフォード大学                         | マイアミ大学                               | チェイソン・ランドル, スタンフォード             |
| 2014年 | ミネソタ大学                               | SMU                                        | オースティン・ホリンズ, ミネソタ                 |
| 2013年 | ベイラー大学                               | アイオワ大学                               | ピエール・ジャクソン, ベイラー                   |
| 2012年 | スタンフォード大学                         | ミネソタ大学                               | アーロン・ブライト, スタンフォード               |
| 2011年 | ウィチタ州立大学                           | アラバマ大学                               | グラハム・ハッチ, ウィチタ州立                   |
| 2010年 | デイトン大学                               | ノースカロライナ大学                       | クリス・ジョンソン, デイトン                     |
| 2009年 | ペンシルベニア州立大学                     | ベイラー大学                               | ジャメール・コーンレイ, ペンシルベニア州立       |
| 2008年 | オハイオ州立大学                           | マサチューセッツ大学                       | コスタ・クーファス, オハイオ州立                 |
| 2007年 | ウエストバージニア大学                     | クレムゾン大学                             | フランク・ヤング, ウエストバージニア             |
| 2006年 | サウスカロライナ大学                       | ミシガン大学                               | レナルド・バークマン, サウスカロライナ           |
| 2005   | サウスカロライナ大学                       | セントジョセフ大学                         | カルロス・パウエル, サウスカロライナ             |
| 2004   | ミシガン大学                               | ラトガース大学                             | ダニエル・ホートン, ミシガン大学                 |
| 2003   | 剥奪                                       | ジョージタウン大学                         | 剥奪                                             |
| 2002   | メンフィス大学                             | サウスカロライナ大学                       | ダジュアン・ワグナー, メンフィス                 |
| 2001   | タルサ大学                                 | アラバマ大学                               | マーカス・ヒル, タルサ                           |
| 2000   | ウェイクフォレスト大学                     | ノートルダム大学                           | ロバート・オケリー, ウェイクフォレスト           |
| 1999   | カリフォルニア大学                         | クレムゾン大学                             | ショーン・ランプリー, カリフォルニア             |
| 1998   | 剥奪                                       | ペンシルベニア州立大学                     | 剥奪                                             |
| 1997   | 剥奪                                       | フロリダ州立大学                           | 剥奪                                             |
| 1996   | ネブラスカ大学                             | セントジョセフ大学                         | エリック・ストリックランド, ネブラスカ           |
| 1995   | バージニア工科大学                         | マーケット大学                             | ショーン・スミス, バージニア工科                 |
| 1994   | ビラノバ大学                               | バンダービット大学                         | ドレマス・ベナーマン, シエナ大学                 |
| 1993   | ミネソタ大学                               | ジョージダウン大学                         | ボション・レナード, ミネソタ                     |
| 1992   | バージニア大学                             | ノートルダム大学                           | ブライアント・スティス, バージニア               |
| 1991   | スタンフォード大学                         | オクラホマ大学                             | アダム・キーフ, スタンフォード                   |
| 1990   | バンダービルト大学                         | セントルイス大学                           | スコット・ドロード, バンダービルト               |
| 1989   | セント・ジョンズ大学                       | セントルイス大学                           | ジェイソン・ウィリアムズ, セントジョンズ         |
| 1988   | コネチカット大学                           | オハイオ州立大学                           | フィル・ギャンブル, コネチカット                 |
| 1987   | 南ミシシッピ大学                           | ラサール大学                               | ランドルフ・キーズ, 南ミシシッピ                 |
| 1986   | オハイオ州立大学                           | ワイオミング大学                           | ブラッド・セラーズ, オハイオ州立                 |
| 1985   | UCLA                                       | インディアナ大学                           | レジー・ミラー, UCLA                             |
| 1984   | ミシガン大学                               | ノートルダム大学                           | ティム・マコーミック, ミシガン                   |
| 1983   | フレズノ州立大学                           | デポール大学                               | ロン・アンダーソン, フレズノ州立                 |
| 1982   | ブラッドレー大学                           | パデュー大学                               | ミッチェル・アンダーソン, ブラッドレー           |
| 1981   | タルサ大学                                 | シラキューズ大学                           | グレッグ・スチュワート, タルサ                   |
| 1980   | バージニア大学                             | ミネソタ大学                               | ラルフ・サンプソン, バージニア                   |
| 1979   | インディアナ大学                           | パデュー大学                               | バッチ・カーター、レイ・トルバート, インディアナ |
| 1978   | テキサス大学                               | ノースカロライナ州立                       | ジム・クリヴァクス、ロン・バクスター, テキサス   |
| 1977   | セント ボナベンチャー大学                  | ヒューストン大学                           | グレッグ・サンダース, セント ボナベンチャー      |
| 1976   | ケンタッキー大学                           | シャーロット大学                           | セドリック・マックスウェル, シャーロット         |
| 1975   | プリンストン大学                           | プロビデンス大学                           | ロン・リー, オレゴン                             |
| 1974   | パデュー大学                               | ユタ大学                                   | マイク・ソジャーナー, ユタ                       |
| 1973   | バージニア工科大学                         | ノートルダム大学                           | ジョン・シュメイト, ノートルダム                 |
| 1972   | メリーランド大学                           | ナイアガラ大学                             | トム・マクミレン, メリーランド                   |
| 1971   | ノースカロライナ大学                       | ジョージア工科大学                         | ビル・チェンバレン, ノースカロライナ             |
| 1970   | マーケット大学                             | セント・ジョンズ大学                       | ディーン・メミンガー, マーケット                 |
| 1969   | テンプル大学                               | ボストン大学                               | テリー・ドリスコル, ボストン                     |
| 1968   | デイトン大学                               | カンザス大学                               | ドン・メイ, デイトン                             |
| 1967   | 南イリノイ大学                             | マーケット大学                             | ウォルト・フレイジャー, 南イリノイ大学           |
| 1966   | ブリガムヤング大学                         | ニューヨーク大学                           | ビル・メルチオニ, ビラノバ                       |
| 1965   | セント・ジョンズ大学                       | ビラノバ大学                               | ケン・マッキンタイア, セントジョンズ             |
| 1964   | ブラッドレー大学                           | ニューメキシコ大学                         | レヴァーン・タート, ブラッドレー                 |
| 1963   | プロビデンス大学                           | カニシャス大学                             | レイモンド・フリン, プロビデンス                 |
| 1962   | デイトン大学                               | セント・ジョンズ大学                       | ビル・チミエルフスキー, デイトン                 |
| 1961   | プロビデンス大学                           | セントルイス大学                           | ヴィン・アーンスト, プロビデンス                 |
| 1960   | ブラッドレー大学                           | プロビデンス大学                           | レニー・ウィルケンズ, プロビデンス               |
| 1959   | セント・ジョンズ大学                       | ブラッドレー大学                           | トニー・ジャクソン, セントジョンズ大学           |
| 1958   | ゼイビア大学                               | デイトン大学                               | ハンク・スタイン, ゼイビア                       |
| 1957   | ブラッドレー大学                           | メンフィス州立大学                         | ウィン・ウィルフォング, メンフィス州立           |
| 1956   | ルイビル大学                               | デイトン大学                               | チャリー・タイラ, ルイビル                       |
| 1955   | デュケイン大学                             | デイトン大学                               | モーリス・ストークス, セントフランシス           |
| 1954   | ホーリークロス                             | デュケイン大学                             | トーゴ・パラッジ, ホーリークロス                 |
| 1953   | シートン・ホール大学                       | セント・ジョンズ大学                       | ウォルター・デュークス, シートン・ホール         |
| 1952   | ラサール大学                               | デイトン大学                               | トム・ゴーラ、ノーム・グレキン, ラサール         |
| 1951   | ブリガムヤング大学                         | デイトン大学                               | ローランド・ミンソン, ブリガムヤング             |
| 1950   | CCNY                                       | ブラッドレー大学                           | エド・ウォーナー, CCNY                           |
| 1949   | サンフランシスコ大学                       | ロヨラ大学                                 | ドン・ロフグラン, サンフランシスコ               |
| 1948   | セントルイス大学                           | ニューヨーク大学                           | エド・マコーレー, セントルイス                   |
| 1947   | ユタ大学                                   | ケンタッキー大学                           | ヴァーン・ガードナー, ユタ大学                   |
| 1946   | ケンタッキー大学                           | ロードアイランド大学                       | アーニー・カルバーリー, ロードアイランド         |
| 1945   | デポール大学                               | ボーリング・グリーン州立大学               | ジョージ・マイカン, デポール                     |
| 1944   | セント・ジョンズ大学                       | デポール大学                               | ビル・コトソレス, セント・ジョンズ               |
| 1943   | セント・ジョンズ大学                       | トレド大学                                 | ハリー・ボイコフ, セント・ジョンズ               |
| 1942   | ウェストバージニア大学                     | 西ケンタッキー大学                         | ルディ・バリッチ, ウェストバージニア             |
| 1941   | ロングアイランド大学                       | オハイオ大学                               | フランキー・バウムホルツ, オハイオ               |
| 1940   | コロラド大学                               | デュケイン大学                             | ボブ・ドール, コロラド                           |
| 1939   | ロングアイランド大学                       | ロヨラ大学                                 | ビル・ロイド, セント・ジョンズ                   |
| 1938   | テンプル大学                               | コロラド大学                               | ドン・シールズ, テンプル                         |